# Tetratheca paucifolia
Tetratheca paucifolia är en tvåhjärtbladig växtart som beskrevs av J. Thompson. Tetratheca paucifolia ingår i släktet Tetratheca och familjen Elaeocarpaceae. Inga underarter finns listade i Catalogue of Life.